# Pèptid C
|  | No s'ha de confondre amb Proteïna C reactiva. |

El pèptid de connexió, o pèptid C, és un polipèptid curt de 31 aminoàcids que connecta (en la molècula de proinsulina) la cadena A de la insulina amb la seva cadena B. En el context de la diabetis o la hipoglucèmia, es pot utilitzar una mesura dels nivells sèrics de pèptid C per distingir entre diferents trastorns amb característiques clíniques similars.
En la via de síntesi de la insulina, la primera preproinsulina es transloca al reticle endoplasmàtic de les cèl·lules beta del pàncrees amb una cadena A, un pèptid C, una cadena B i un pèptid senyal. El pèptid senyal és escindit de l'extrem N-terminal del pèptid per una peptidasa senyal, alliberant-se la proinsulina. Després que la proinsulina s'empaqueta en vesícules a l'aparell de Golgi (grànuls beta), s'elimina el pèptid C, deixant la cadena A i la cadena B (constitutives de la molècula d'insulina) unides per enllaços disulfur.

## Usos clínics de la prova del pèptid C
- Els pacients amb diabetis poden mesurar els seus nivells de pèptid C com a mitjà per distingir la diabetis de tipus 1 de la diabetis de tipus 2 o la diabetis de tipus MODY.[1]
- Diagnòstic diferencial de la hipoglucèmia: 
  - La prova es pot utilitzar per ajudar a determinar la causa de la hipoglucèmia (glucosa baixa), els valors seran baixos si una persona ha pres una sobredosi d'insulina, però no es suprimeix si la hipoglucèmia es deu a un insulinoma o sulfonilurees.
  - La hipoglucèmia factícia pot ser secundària a l'ús subreptici d'insulina. Mesurar els nivells de pèptid C ajudarà a diferenciar un pacient sa d'un diabètic.
- El pèptid C es pot utilitzar per determinar la possibilitat de gastrinomes associats a síndromes de neoplàsia endocrina múltiple (MEN 1).